# Melonowiec
Melonowiec (Carica L.) – rodzaj roślin z rodziny melonowcowatych (Caricaceae). W tradycyjnym ujęciu zaliczanych było do niego ok. 20 gatunków rosnących w naturze w Ameryce Środkowej i Południowej. W uprawie szeroko rozprzestrzeniony w całej strefie międzyzwrotnikowej jako roślina jadalna został melonowiec właściwy C. papaya. W nowszych ujęciach systematycznych gatunki tu zaliczane zostały rozdzielone między inne rodzaje, a w rodzaju Carica został tylko C. papaya.

## Morfologia
PokrójStosunkowo krótkowieczne, niewielkie drzewa, w tradycyjnym, szerokim ujęciu także krzewy.
LiścieSkupione na końcach pędów, nagie, dłoniasto złożone lub wcinane, rzadko pojedyncze.
KwiatyRozdzielnopłciowe. Kwiaty żeńskie w kwiatostanach liczących ponad 100 kwiatów, kwiaty męskie pojedyncze lub zebrane w kilkukwiatowe kwiatostany. Poszczególne kwiaty wsparte są przysadką.
OwocMięsiste jagody zawierające liczne nasiona.

## Systematyka
Rodzaj Carica był tradycyjnie wyróżniany jako liczący ok. 20 gatunków. Badania molekularne wykazały, że melonowiec właściwy Carica papaya zajmuje odrębną, bazalną pozycję i w nowszych ujęciach systematycznych tylko on włączany jest do rodzaju, pozostali przedstawiciele przenoszeni są do odrębnych, głównie Vasconcellea, al też: Jarilla i Jacaratia.
Wykaz gatunków według The Plant List
- Carica aprica V.M.Badillo
- Carica augusti Harms
- Carica candicans A.Gray
- Carica chilensis (Planch. ex A.DC.) Solms
- Carica cnidoscoloides Lorence & R.Torres
- Carica crassipetala V.M.Badillo
- Carica glandulosa Pav. ex A.DC.
- Carica goudotiana (Triana & Planch.) Solms
- Carica horovitziana V.M.Badillo
- Carica longiflora V.M.Badillo
- Carica monoica Desf.
- Carica omnilingua V.M.Badillo
- Carica palandensis V.M.Badillo, Van den Eynden & Van Damme
- Carica papaya L. – melonowiec właściwy
- Carica parviflora (A.DC.) Solms
- Carica × pentagona Heilborn
- Carica pulchra V.M.Badillo
- Carica quercifolia (A.St.Hil.) Hieron.
- Carica sphaerocarpa García-Barr. & Hern.Cam.
- Carica sprucei V.M.Badillo
- Carica stipulata V.M.Badillo
- Carica weberhaueri Harms